# Łytkarino
Łytkarino (ros. Лыткарино) – miasto w Rosji, w obwodzie moskiewskim, 30 km na południowy wschód od Moskwy. W 2021 liczyło 59 937 mieszkańców. W Łytkarinie urodził się rosyjski pieśniarz Nikołaj Rastorgujew.